# Eurico
Eurico (ca. 440 — 484). Foi rei dos visigodos, depois de assassinar o seu irmão Teodorico II, entre 466 e 484.
Era filho de Teodorico I e sucedeu-lhe o seu filho Alarico II.
O reinado de Eurico coincidiu com a queda do Império Romano do Ocidente, quando o último imperador, Rómulo Augústulo, foi destronado em 476 pelo ostrogodo Odoacro. Em virtude do tratado de federação (foedus) firmado com Roma em 418, os Visigodos eram um povo admitido a viver no seio do Império, concretamente no sul das Gálias. Eurico denunciou o foedus e declarou o seu reino independente de Roma.
Casou-se com Ragnagilda, aparentemente filha de Meroveu, rei dos Francos.
Apoderou-se de muitos territórios nas Gálias e na Hispânia. Combateu os Saxões e os Francos, e fez do reino visigodo o mais influente e poderoso da sua época. Apesar de a corte se ter nominalmente deslocado para Arles, permanecia em Tolosa. Demonstrando grande capacidade política, mandou registar, metodicamente, os antigos costumes e práticas jurídicas dos Visigodos no Código de Eurico (Codex Euricianus), que vigoraram até que o rei Recesvinto os fundiu com o direito romano. Eurico foi também um ariano fanático.